# Гюго, Жанна
Леопольдина Клеманс Адель Люси Жанна Гюго (фр. Léopoldine Clémence Adèle Lucie Jeanne Hugo; 29 сентября 1869 — 30 ноября 1941) — французско-бельгийская светская львица, наследница солидного состояния бельгийского происхождения, известная во времена «Прекрасной эпохи». Она приходилась внучкой французскому писателю, поэту и политику Виктору Гюго. О Жанне часто писали в прессе ввиду её статуса в парижском высшем обществе и связей с другими представителями французской элиты.

## Ранние годы и семья
Жанна Гюго родилась в Брюсселе 29 сентября 1869 года, став третьим ребёнком в семье журналиста Шарля Гюго и его жены Алисы Ле Эн. Её старший брат умер в младенчестве ещё до рождения Жанны. Оставшийся в живых старший брат Жорж-Виктор Гюго стал впоследствии художником. Её дедушкой и бабушкой по отцовской линии были писатель и политик Виктор Гюго и Адель Фуше. Жанна была правнучкой Жозефа Леопольда Сигисбера Гюго и Софи Требюше, приходилась племянницей Леопольдине, Франсуа-Виктору и Адель Гюго. Родившаяся в последний год Второй империи, Гюго выросла в семье убеждённых республиканцев, ранее выступавших за монархию Бурбонов, — теперь они были против Бонапартов.

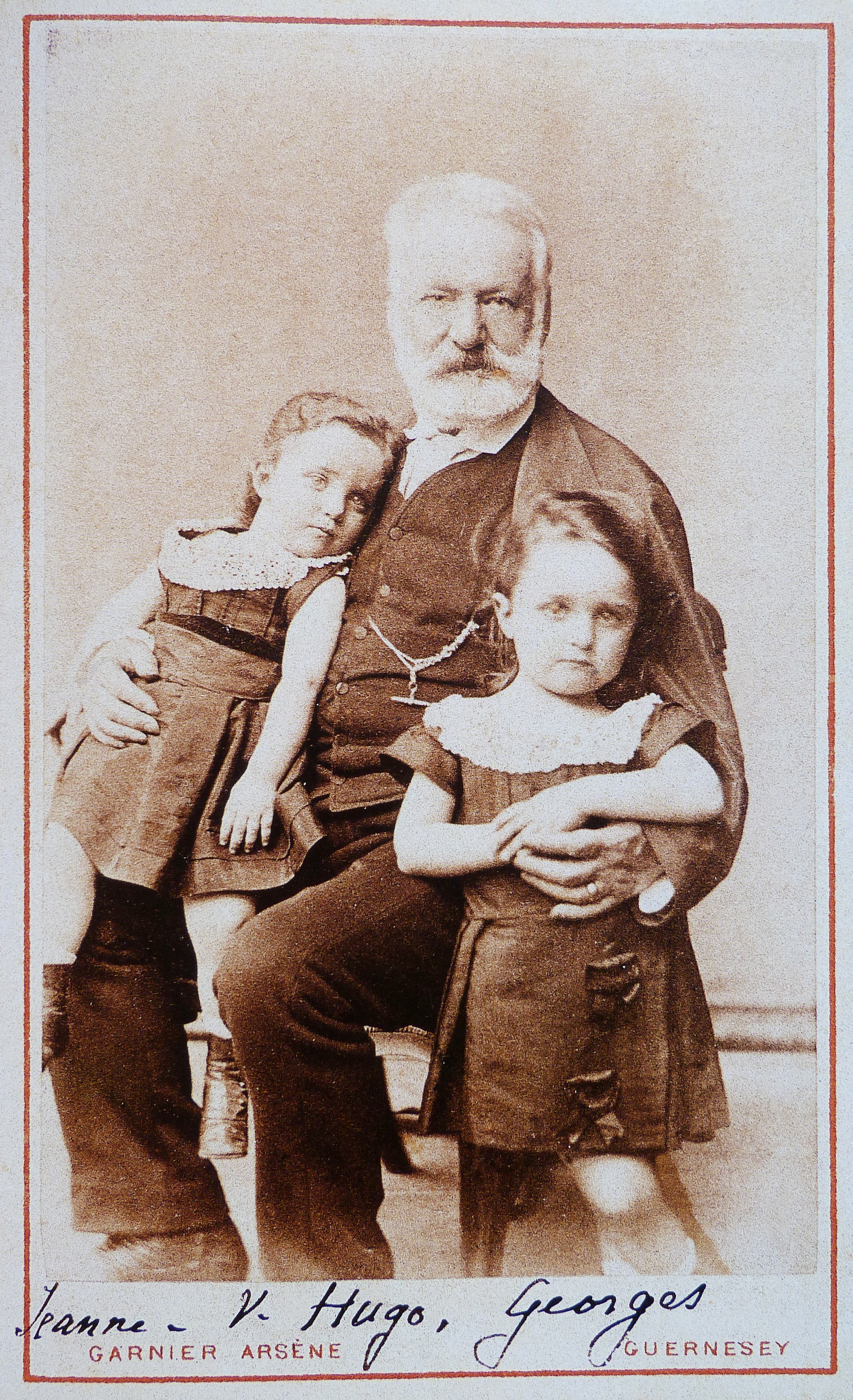
Жанна со своими дедушкой и братом в 1872 году

В 1871 году отец Жанны умер от инсульта. Позднее её мать вновь вышла замуж, её избранником стал художник и политический деятель Эдуар Локруа. Виктор Гюго не одобрил этот брак матери своих внуков и взял на себя опеку над Жанной и её братом Жоржем. В 1877 году внуки стали центральными персонажами сборника стихов Виктора Гюго под названием «Искусство быть дедом». Когда ей было 11 лет, финно-шведский исследователь барон Адольф Эрик Норденшельд подарил девочке резак для бумаги из моржового бивня, которым пользовался во время своего путешествия в Северном Ледовитом океане на борту SS Vega.
Виктор Гюго умер в 1885 году, оставив внучке огромное наследство.
В молодые годы Жанны, которые пришлись на Прекрасную эпоху времён Третьей французской республики, она была важной фигурой в парижском высшем обществе, о ней часто писали в газетах .

## Замужества
В 1891 году Жанна Гюго вышла замуж за журналиста Леона Доде, сына писателей Альфонса и Жюли Доде. Брак был заключён в результате гражданской церемонии, а не католического обряда венчания, что было сделано из уважения к Виктору Гюго, который придерживался стойких антиклерикальных взглядов. Свадьба стала крупным событием в жизни парижского общества, собрав толпы зевак. Они развелись в 1895 году, а Жанна получила право опеки над их детьми, из-за чего отец не видел их в течение 13 лет.
В 1896 году Жанна вышла замуж за учёного и полярного исследователя Жана-Батиста Шарко, сына невролога и психиатра Жана Мартена Шарко. Муж назвал в честь деда жены расположенный у западного края Антарктического полуострова, покрытый льдами остров Гюго, нанесённый на карту руководимой Жаном-Батистом французской антарктической экспедицией 1903—1905 гг. По возвращении путешественника из экспедиции в 1905 году супруги развелись.
В 1906 году Жанна Гюго сочеталась браком с Мишелем Негропонте, греческим военно-морским офицером. Они оставались вместе до его смерти в 1914 году.

## Поздние годы
В 1927 году, после смерти своего брата, Жанна отправилась в Сент-Питер-Порт (остров Гернси), чтобы официально передать Отвиль-хаус в дар городу Парижу. Она провела в этом доме часть своего детства, когда Виктор Гюго проживал там во время своего изгнания. В 1933 году был впервые выставлен на публику портрет Жанны Гюго и её сына Шарля, написанный Джованни Больдини в 1898 году.
Жанна Гюго умерла 30 ноября 1941 года в XVI округе Парижа.